# الغواصة الألمانية يو-1235
غواصة يو-1235 غواصة يو بوت ألمانية من الفئة التاسعة سي/40 بنيت ل سلاح بحرية ألمانيا النازية كريغسمارينه، في أحواض دويتشه فيرفت في هامبورغ خلال الحرب العالمية الثانية.